# Internationaler Tag für die Beseitigung der Armut

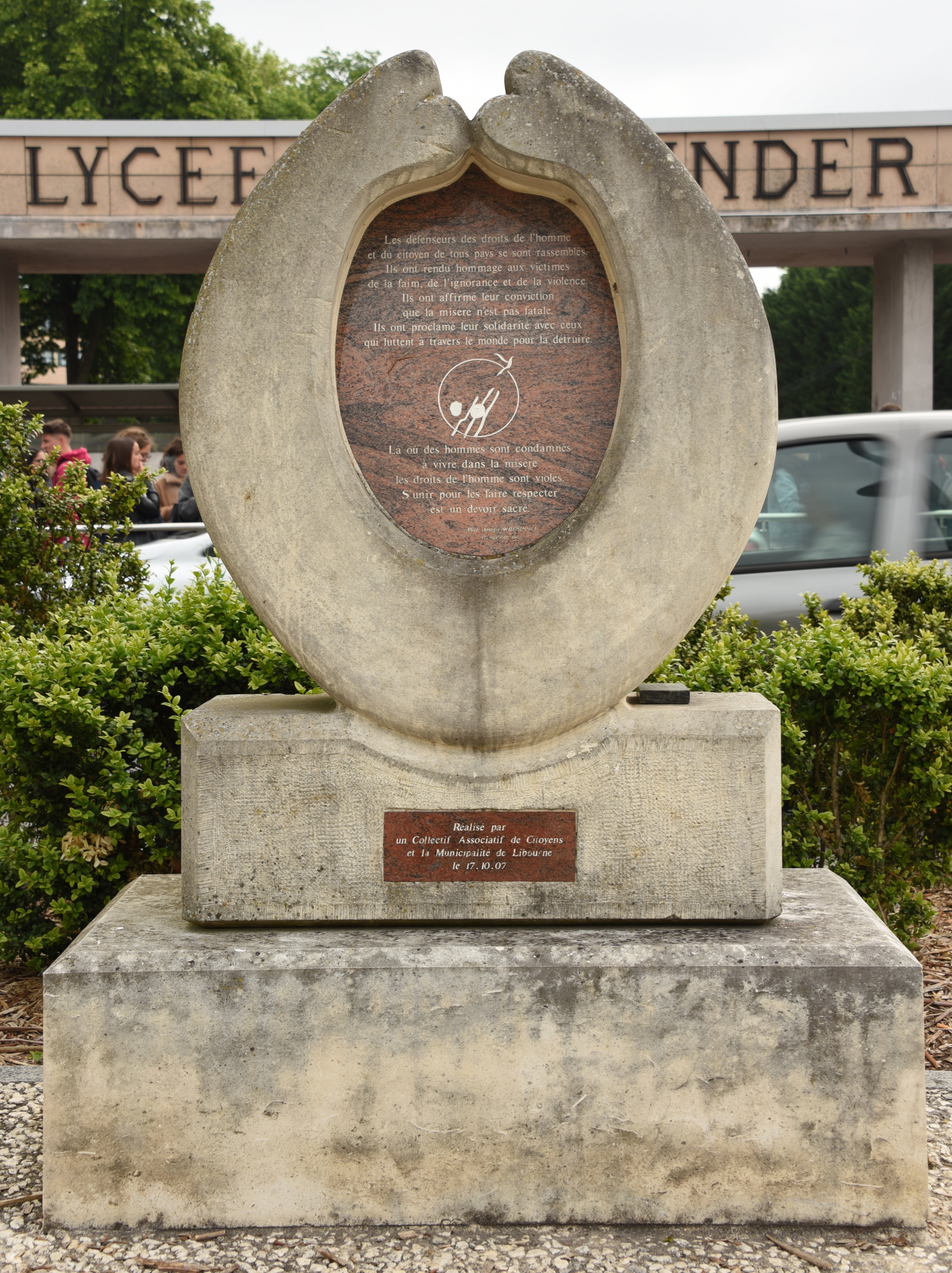
Denkmal in Libourne, Frankreich

Der Internationale Tag für die Beseitigung der Armut (englisch International Day for the Eradication of Poverty, französisch Journée internationale pour l’élimination de la pauvreté) ist ein Gedenktag der Vereinten Nationen. 1992 erklärte die Generalversammlung der Vereinten Nationen den 17. Oktober zum Gedenktag. In ihrer Resolution Nummer 47/196 vom 22. Dezember zeigt sie sich erfreut, dass einige regierungsunabhängige Organisationen auf Initiative der internationalen Bewegung ATD Vierte Welt diesen Tag bereits in zahlreichen Ländern begehen. 
Diese Nichtregierungsorganisationen (NGO) verbinden mit dem „Welttag zur Überwindung der Armut“ drei Anliegen:
- den Widerstand der von Armut betroffenen Menschen gegen Elend und Ausgrenzung zu würdigen,
- den Not leidenden und ausgegrenzten Menschen Gehör zu verschaffen und mit ihnen ins Gespräch zu kommen,
- sich mit den Allerärmsten dafür einzusetzen, dass die Rechte aller wirklich für alle gelten.

Eine Inschrift in einer der Marmorplatten auf dem Platz der Menschenrechte (Place du Trocadéro) in Paris erinnert an den Ursprung dieses Gedenk- und Aktionstags:
Verfechter der Menschenrechte aus aller Welt haben sich auf diesem Platz versammelt.

Sie haben den Opfern von Hunger, Unwissenheit und Gewalt Ehre erwiesen.

Sie haben ihrer Überzeugung Ausdruck gegeben,

dass Elend nicht unabänderlich ist.

Sie haben ihre Solidarität mit all jenen Menschen bekundet,

die irgendwo auf der Welt für die Überwindung des Elends kämpfen.

„Wo immer Menschen dazu verurteilt sind, im Elend zu leben, werden die Menschenrechte verletzt.

Sich mit vereinten Kräften für ihre Achtung einzusetzen, ist heilige Pflicht.“